# جغرافیای ایسلند

شهرها و عوارض طبیعی ایسلند.

جمهوری ایسلند کشوری جزیره‌ای در شمال اقیانوس اطلس و شمالی‌ترین کشور اروپا است. ایسلند در محل تلاقی اقیانوس‌های اطلس شمالی و اقیانوس منجمد شمالی جای گرفته است. محل جزیره ایسلند در شرق گرینلند و بلافاصله در جنوب مدار شمالگان است. فاصلهٔ ایسلند تا گرینلند ۲۸۷ کیلومتر، تا اسکاتلند ۷۹۸ کیلومتر، تا نروژ ۹۷۰ کیلومتر و تا شهر نیویورک ۴۲۰۰ کیلومتر می‌باشد.
در تاریخ ۱۸۵۹ میلاد فرمانروای فقید ایسلند ابو مهدی محمدی
ملقب به بولدوزر
این کشور را بنا کرد و جزو قلمرو بریتیش‌ها خواند. وی همچنین ۵۳ سال بر ایسلند حکومت کرده و تاریخ‌شناسان نیز از او به عنوان برترین فرمانروای شمالگان یاد می‌کنند.
کشور ایسلند با مساحت ۱۰۲٫۸۱۹ کیلومتر مربع هیجدهمین جزیرهٔ بزرگ جهان و دومین جزیرهٔ بزرگ اروپا، پس از بریتانیای کبیر است. این کشور شامل یک جزیرهٔ بزرگ و ۳۰ جزیره کوچک در اقیانوس اطلس شمالی است که اندکی پایین‌تر از مدار شمالگان قرار گرفته‌اند.
فاصله ایسلند به قاره اروپا نزدیک‌تر است تا به آمریکای شمالی و به همین خاطر عموماً از نظر تاریخی، سیاسی، و فرهنگی به عنوان جزیره‌ای اروپایی در نظر گرفته شده است. این کشور غربی‌ترین کشور اروپایی است و نسبت به تمام قاره اروپا زمین‌های پوشیده از یخچال‌های طبیعی بیشتری دارد. ایسلند یکی از کم‌جمعیت‌ترین کشورهای جهان است.
ایسلند منطقه‌ای آتشفشانی است با چشمه‌های آب گرم فراوان و پوششی از یخ و خاکسترهای آتشفشانی سطح جزیره را دربر گرفته است. این کشور ۴٬۹۷۰ کیلومتر ساحل دارد که شامل شمار زیادی آبدره است و بیشتر سکونتگاه‌های ایسلند نیز در همین آب‌دره‌ها تشکیل شده‌اند.
کشور ایسلند شامل ۳۶ جزیره است. طولانی‌ترین رودخانه جزیره ذیورسا با ۲۳۰ کیلومتر درازا است. ایسلند دارای سه پارک ملی است. مناطق مسکونی در ساحل، به ویژه در جنوب غربی قرار دارند، در حالی که ارتفاعات مرکزی کاملاً خالی از سکنه هستند. زمین جزیره عمدتاً فلاتی است که با قله‌های کوه، یخسارها و ساحلی که عمیقاً توسط خلیج‌ها و آبدره‌ها فرورفته است، در هم آمیخته است.
ایسلند ۶٫۵۴۲٬۴ کیلومتر خط ساحلی دارد. دریاچه‌ها و رودخانه‌ها ۲٫۷۵۷ کیلومتر مربع از آن را پوشانده‌اند و وسعت یخچال‌های طبیعی آن ۱۱٫۹۲۲ کیلومتر مربع است. بزرگ‌ترین دریاچه این کشور دینگ‌والاواتن (Þingvallavatn)، ۸۲ کیلومتر مربع مساحت دارد. بلندترین نقطه ایسلند هوانادالشنوکور (Hvannadalshnúkur)، ۲۱۱۹ متر بالاتر از سطح دریا است.

## جغرافیای فیزیکی
ایسلند از هشت منطقه جغرافیایی تشکیل شده است، منطقه پایتخت، شبه جزیره جنوبی، غرب، آب‌دره‌های باختری (وست‌فیوردز)، شمال غرب، شمال شرق، شرق و جنوب. ۲۰ درصد از زمین‌ها برای چرا استفاده می‌شود، در حالی که تنها یک درصد زیر کشت است. ایسلند بیشتر جنگل‌هایی را که قبلاً مناطق وسیعی از کشور را پوشش می‌داد از دست داده است، اما یک برنامه بلندپروازانه احیای جنگل در حال حاضر در حال انجام است.
گرده درختان فسیل شده و توصیفات ساکنان اولیه نشان می‌دهد که پیش از سکونت انسان، که اکنون تصور می‌شود از حدود سال ۸۰۰ پس از میلاد به بعد رخ داده است، درختان بین سی تا چهل درصد از جزیره را پوشانده بودند. با این حال، امروزه تنها تکه‌های کوچکی از جنگل‌های اصلی توس باقی مانده است که برجسته‌ترین آنها هالورمستاذاسکوگور و واگلاسکوگور هستند.

دو منطقه آب‌وهوایی ایسلند. رنگ خاکستری: سرددشت، رنگ سبز: اقیانوسی زیرقطبی.

بیش از نیمی از پهناوری جزیرهٔ اصلی ایسلند، فلاتی است که ۴۰۰ متر از سطح دریا بلندی دارد و فاقد پوشش گیاهی چشمگیر است. دوازده درصد پهنهٔ ایسلند پوشیده از یخکوه است، که انباشته‌ای از بارش‌های زمستانی برف در ایسلند هستند. یک دهم رویهٔ ایسلند پوشیده از بقایای فوران‌های آتشفشانی است که در حدود ده هزار سال گذشته روی داده‌اند. ۲۵ آتشفشان فعال در ایسلند وجود دارند که مهم‌ترین آن‌ها عبارتند از: اورائِفا یوکُل (Oraefa Jokull) با بلندی ۲۱۱۹ متر، هِلکا (Helka) با ۱۵۲۰ بلندی متر، و سنائِفِلس یوکُل (Snaefells Jokull) با بلندی ۱۱۴۶ متر. در حدود ۳۰۰ چاه بخار در کشور ایسلند پراکنده هستند که منابع بالقوهٔ زمین‌گرمایی به‌شمار می‌آیند و از آن‌ها برای تولید برق و انرژی گرمایی استفاده می‌شود.
ایسلند دارای نزدیک به ۱۸۰۰ دریاچه است که دریاچهٔ پینگوالاواتن (Pingvallavaten) با پهناوری ۸۴ کیلومتر مربع و ژرفای ۱۱۴ متر بزرگ‌ترین آن‌هاست. هم‌چنین بیش از ۲۵۰ رودخانه در سطح جزیره جریان دارد که طولانی‌ترین آن‌ها رودخانهٔ پیورسا (Pjorsa) با ۲۳۷ کیلومتر طول است.

## زمین‌شناسی
ایسلند فعالیت‌های آتشفشانی و زمین‌گرمایی گسترده‌ای دارد. شکاف مرتبط با خط‌الرأس میانی اقیانوس اطلس، که نشان‌دهنده تقسیم بین صفحه اوراسیا و صفحات تکتونیکی آمریکای شمالی است، در سراسر ایسلند در جهت جنوب غربی تا شمال شرقی می‌گذرد. این ویژگی جغرافیایی در پارک ملی دینگوتلیر برجسته است، جایی که زمین دماغه عجیبی تشکیل داده است. این محل، مکان نخستین پارلمان کهن ایسلند، یعنی آلدینگ بود که اولین بار در سال ۹۳۰ تشکیل شد. این تصور غلط رایج است که دینگوتلیر در نقطه اتصال بین صفحات قاره آمریکای شمالی و اوراسیا قرار دارد. اما در واقع، محل آن پیوندگاه صفحه قاره آمریکای شمالی و یک صفحه کوچکتر (تقریباً ۱۰ هزار کیلومتر مربع) به نام «ریزصفحه هرپار» (Hreppaflekinn) است. از سال ۱۹۶۳ تا ۱۹۶۷، یک فوران آتشفشانی جزیره‌ای به نام سورتسی را در ساحل جنوب غربی این منطقه پدیدآورد.

### فعالیت‌های زمین‌شناختی
ایسلند از نظر زمین‌شناختی جوان است. این کشور جزیره‌ای هم در تفتگاه ایسلند و هم در پشته میانی اقیانوس اطلس قرار گرفته که درست از میان آن می‌گذرد. این باعث شده است که این جزیره از نظر زمین‌شناسی بسیار فعال باشد و زمین‌لرزه‌ها و فوران‌های آتشفشانی پرشماری در آن رخ بدهد. فوران‌ها در ایسلند به‌طور متوسط هر چهار سال یکبار اتفاق می‌افتد. از آتشفشان‌های اصلی آن می‌توان به هکلا، الدگیا، هردوبرید و الدفل اشاره کرد. آتشفشان ایافیاتلایوکوتل (با ۱۶۶۶ متر ارتفاع) در سال ۲۰۱۰ فوران کرد و رفت‌وآمد هوایی اروپا را مختل کرد.
توده خشکی جزیره ایسلند به‌طور مداوم از وسط حدود ۲ سانتی‌متر در سال رشد می‌کند، زیرا در نقاطی که صفحات تکتونیکی اوراسیا و آمریکای شمالی از هم جدا می‌شوند گسترده‌تر می‌شود. با این حال، اندازه جزیره رشد نمی‌کند زیرا لبه‌های آن به‌طور مداوم با سرعتی مشابه در حال فرسایش هستند.
به عنوان نمونه‌ای از شدت فعالیت زمین‌گرمایی، اداره هواشناسی ایسلند خبر داده است که در فوریه ۲۰۲۱، طی یک هفته حدود ۱۷ هزار زمین‌لرزه در منطقه ریکیانس، جنوب غرب کشور، رخ داده است.
ایسلند آبفشان‌های زیادی نیز دارد. نام یکی از آبفشان‌های معروف ایسلند، یعنی گیسیر (Geysir) همان نامی است که واژه انگلیسی برای پدیده آبفشان، یعنی geyser، از آن وام گرفته شده است. با در دسترس بودن گسترده نیروی زمین‌گرمایی و بهره‌برداری از بسیاری از رودخانه‌ها و آبشارها برای تولید نیروی برق‌آبی، اکثر ساکنان ایسلند به آب گرم ارزان‌قیمت، گرمایش خانگی و برق دسترسی دارند.
این جزیره عمدتاً از بازالت تشکیل شده است، گدازه‌ای با سیلیس کم که درپی فعالیت آتشفشانی از نوع فوران جریانی ایجاد شده است، همان‌طور که در هاوایی نیز رخ داده است. با این حال، ایسلند انواع مختلفی از آتشفشان‌ها دارد که بسیاری از آنها گدازه‌های تکامل‌یافته‌تری مانند ریولیت و آندزیت تولید می‌کنند. ایسلند دارای صدها آتشفشان است که تقریباً ۳۰ مورد از آنها فعال هستند.

## آب و هوا
ایسلند دارای آب و هوای سرد و قطبی است، اما تا حدی تحت تأثیر جبهه‌هایی از هوای معتدل قرار دارد. جریان‌های آب گرم گلف استریم در کرانه‌های جنوبی ایسلند سبب افزایش نسبی دما و جلوگیری از یخبندان‌های گسترده در زمستان می‌شود.
به دلیل تأثیر معتدل جریان اقیانوس اطلس شمالی، آب و هوای ایسلند معتدل است و با تابستان‌های مرطوب، خنک و زمستان‌های نسبتاً معتدل اما بادخیز مشخص می‌شود. میانگین دمای ریکیاویک ۱۲ درجه سانتی‌گراد در ژوئیه و ۱ درجه سانتی‌گراد در ژانویه است. در طبقه‌بندی اقلیمی کوپن، اقلیم آن در زمره آب‌وهوای اقیانوسی زیرقطبی (Cfc) جای می‌گیرد و سطح بیشتر جزیره در منقه سرددشت (توندرا) طبقه‌بندی می‌شود.

## تقسیمات کشوری
کشور ایسلند هشت استان دارد:
|     |                   |                   |                 |         |              |
| عدد | نام استان         | نام به ایسلندی    | معنی نام        | جمعیت   | مرکز         |
| ۱   | هوفودبورگارسودید  | Höfuðborgarsvæðið | منطقه پایتختی   | ۲۱۳٬۶۱۹ | ریکیاویک     |
| ۲   | سودورنس           | Suðurnes          | شبه جزیره جنوبی | ۲۲٬۵۰۹  | کِفلاویک      |
| ۳   | وستورلاند         | Vesturland        | سرزمین غرب      | ۱۵٬۷۶۶  | بورگارنس     |
| ۴   | وست‌فیردیر         | Vestfirðir        | آبدره‌های غرب    | ۶٬۸۸۳   | ایسافیوردور  |
| ۵   | نوردورلاند وسترا  | Norðurland vestra | شمالستان غرب    | ۷٬۱۲۸   | سودارکروکور  |
| ۶   | نوردورلاند ایسترا | Norðurland eystra | شمالستان شرق    | ۲۹٬۳۶۱  | آکوریری      |
| ۷   | آستورلاند         | Austurland        | سرزمین شرق      | ۱۲٬۴۵۲  | اگیلس‌استادیر |
| ۸   | سودورلاند         | Suðurland         | سرزمین جنوب     | ۲۴٬۸۱۱  | سلفوس        |